# Dějiny umění (obor)
Dějiny umění, případně kunsthistorie (z němčiny) je vědní obor zabývající se dějinami výtvarného umění. K oborům tohoto umění patří tradiční malířství, sochařství, architektura a umělecké řemeslo; nové formy moderního umění zdůrazňující kontext a tvůrčí proces rámec čistě výtvarného umění často přesahují. Ostatními uměleckými obory se zabývají dějiny literatury, divadla, filmu ap.
Osoba zabývající se dějinami umění je historik umění, případně kunsthistorik.

## Dějiny oboru

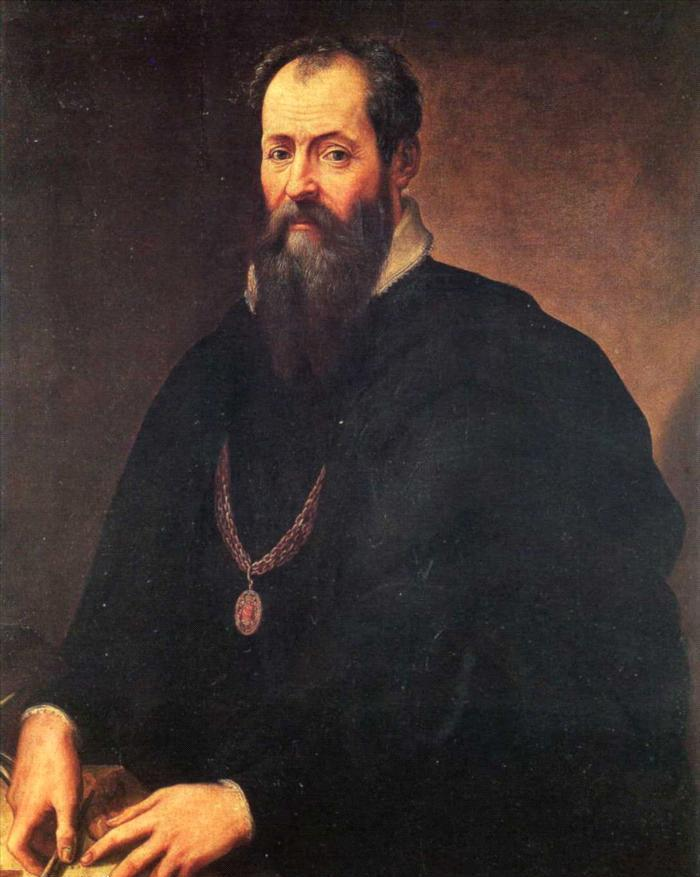
Giorgio Vasari

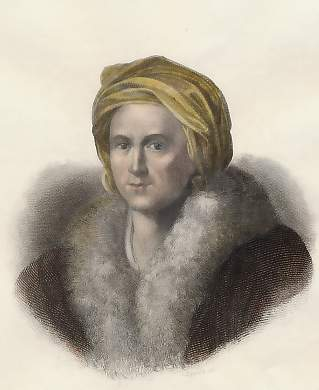
Johann Joachim Winckelmann

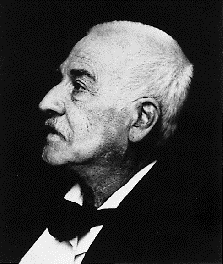
Jacob Burckhardt

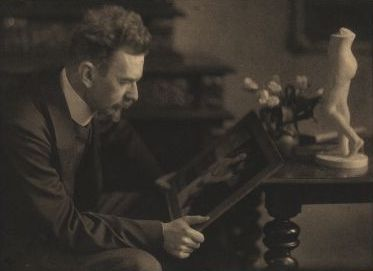
Heinrich Wölfflin

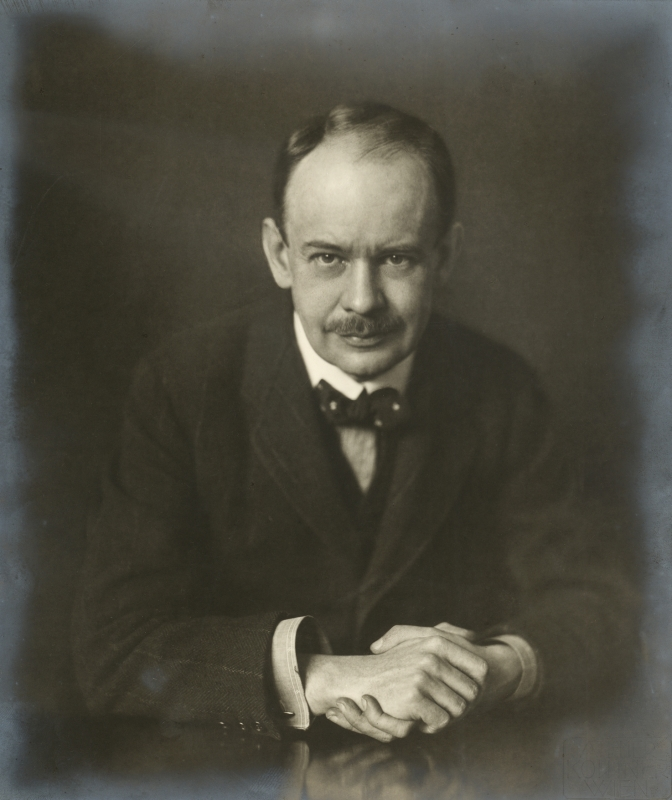
Max Dvořák

Za prvního kunsthistorika bývá uváděn Xenokrátes ze Sikyónu, neboť jeho myšlenky cituje Říman Plinius starší, který ve svém díle Naturalis Historia věnoval psáže dějinám řecké plastiky a malby. Také Plinius tak může být vnímán jako první kunsthistorik, neboť se jako první výtvarnému umění věnoval koncepčně, písemně a jeho dílo se zachovalo. Obzvláště dobře známý je Pliniův popis technik používaných malířem Apellésem.
Podobný, i když nezávislý vývoj, lze vysledovat v Číně 6. století, kde byl vytvořen kánon nejlepších umělců místními úředníky znalými kaligrafie (z ásadě samotnými malíři). O umělcích a způsobech jejich práce psal také čínský autor Sie Che v knize Záznam o klasifikaci starých malířů a zejména její předmluvě Šest zásad malby.
Dalším klasikem kunsthistorie se stal v éře renesance toskánský autor Giorgio Vasari, který sepsal slavné dílo Životy nejvýznačnějších malířů, sochařů a architektů. Vasari se soustředil jako první na vývoj umění, na to, jak se malíři a styl ovlivňovali. Vasari se ovšem nevyhýbal osobnímu přístupu, mnozí malíři, o nichž psal, byli jeho současníci a osobní známí. Vasariův způsob psaní o umění byl nesmírně vlivný a sloužil jako vzor pro mnohé následovníky - můžeme jmenovat Karla van Mandera a jeho Het schilder-boeck (Malířskou knihu) vydanou roku 1604, která je dnes stejně cenným zdrojem informací o vrcholném umění nizozemském (a částečně německém), jako je Vasari cenným (a často jediným) zdrojem informací o umělcích renesanční Itálie. V Německu podobnou práci vykonal Joachim von Sandrart zejména svou prací Teutsche Academie der edlen Bau-, Bild und Malereikünste, jež vyšlo mezi lety 1675 a 1679. Ve Španělsku pak Antonio Palomino, autor knihy El Parnaso español pintoresco laureado (Život a práce nejvýznamnějších španělských malířů, 1724). V Anglii se o stejný výkon pokusil William Aglionby, který v roce 1685 vydal Painting Illustrated.
Vasariho způsob pojímání dějin umění převládal až do 18. století, kdy se objevila první kritika takového přístupu.Na jejím čele stál Johann Joachim Winckelmann (1717-1768). Kritizoval Vasariho „kult umělecké osobnosti“. Winckelmanna zajímaly souvislosti, nikoli charismatický umělec. Položil tím také základ umělecké kritice. Klíčovými pracemi byly Gedanken über die Nachahmung der griechischen Werke in der Malerei und Bildhauerkunst, kterou publikoval v roce 1755, krátce předtím než odešel do Říma, a Geschichte der Kunst des Altertums, již publikoval v roce 1764, v níž se také poprvé objevuje pojem kunsthistorie v dnešním smyslu. Winckelmann ve svých dílech kritizoval nabubřelost barokních a rokokových forem a pomáhal probojovávat antikou ovlivněný neoklasicismus. Winckelmann byl prvním, kdo se pokusil rozdělit dějiny umění do určitých period a dát je do souvislosti se „zbylými“ dějinami, ať už politickými, filozofickými, nebo technologickými. Winckelmannovy práce učinily rovněž umění předmětem filozofické spekulace a postavily německojazyčnou oblast nadlouho do čela kunsthistorie.
Winckelmann byl živě čten básníky Johannem Wolfgangem Goethem a Friedrichem Schillerem, oba začali po jeho vzoru psát o dějinách umění. Z filozofů na Winckelmanna reagoval Immanuel Kant svou prací Kritik der Urteilskraft z roku 1790 a Georg Wilhelm Friedrich Hegel svými Přednáškami o estetice. Ovlivněn právě Hegelem formuloval Karl Schnaase ve své práci Niederländische Briefe zásady kunsthistorie jako na filozofii nezávislé vědní disciplíny. Pokusil se je realizovat zejména v práci Geschichte der bildenden Künste, jež byla prvním pokusem o syntetické dějiny umění od starověku po renesanci. Stejný úkol se pokusil vládnout Franz Theodor Kugler v díle Handbuch der Kunstgeschichte.
S nástupem nacionalismu na počátku 19. století se objevily snahy popisovat umění v národním kontextu. Dějiny národních umění měly sloužit k vzestupu národního sebevědomí a někdy i formování národní identity (tato tradice je silná obzvláště v Rusku). Nutno ovšem říci, že tento aspekt byl v kunsthistorii přítomen od počátku - již Vasari krom jiného toužil svou prací dokázat, že florentské umění je to nejdokonalejší ze všech.
Dalším klasikem oboru se stal Švýcar Jacob Burckhardt (1818-1897). Ten se věnoval především renesančními italskému umění, a to již ve svém populárním „turistickém průvodci“ Der Cicerone: Eine Anleitung zum Genuss der Kunstwerke Italiens, tak serióznějšími knihami Die Kultur der Renaissance in Italien (Renesanční kultura v Itálii) z roku 1860 či Geschichte der Renaissance in Italien (Dějiny renesance v Itálii) z roku 1867. Později se věnoval umění starořeckému (Griechische Kulturgeschichte).
Burckhardtovým žákem na univerzitě v Basileji byl Heinrich Wölfflin (1864-1945), který představil vědecký přístup k dějinám umění. Za prvé se pokoušel studovat umění pomocí psychologie, zvláště za pomoci prací Wilhelma Wundta. Tvrdil, že základem veškeré estetiky je lidské tělo. Architekturu tak například hodnotil podle toho, jak moc čelo domu připomíná lidský obličej.  Za druhé představil myšlenku srovnávacího studia. Srovnání jednotlivých obrazů mezi sebou dokázalo rozlišit styl. Tuto koncepci rozvinul především v práci Renesance a baroko. Jeho dílo je prvním vážným pokusem napsat dějiny stylů. Naopak ho vůbec nezajímali umělci a jejich osobnosti. Navrhl vytvoření „dějin umění bez jmen“. Třetím předmětem jeho zájmu byl „národnost stylu“. Velmi toužil odpovědět na otázku, zda existuje například inherentně „italský“ či „německý styl“. Tento směr svých úvah rozvinul nejvíce v monografii Albrechta Dürera. K Wölfflinovým přímým žákům patřili Jakob Rosenberg a Frida Schottmullerová.
Méně bezprostředně na Wölfflina reagovali představitelé takzvané Vídeňské školy, která se počala v 19. století rozvíjet na Vídeňské univerzitě, a stala se zdaleka nejvlivnější kunsthistorickou školou své doby. V první generaci Vídeňské školy dominovaly Alois Riegl a Franz Wickhoff. Typickou pro ně byla tendence přehodnocovat zanedbávaná nebo upozaďovaná období v dějinách umění. Riegl a Wickhoff oba rozsáhle psali o umění pozdního starověku, který před nimi byl považován za období úpadku a odklonu od antického ideálu. Riegl také přispěl k docenění baroka. Druhou generaci Vídeňské školy představoval český rodák Max Dvořák a dále Julius von Schlosser, Hans Tietz, Karl Maria Swoboda či Josefa Strzygowský.
Termín „Druhá vídeňská škola“ (nebo „nová vídeňská škola“) se obvykle týká následující generace vídeňských učenců: Hanse Sedlmayra, Otty Pächta a Guida Kaschnitze. Tito autoři se ve třicátých letech 20. století vrátili k práci první generace, obzvláště k Rieglovi a jeho pojetí „Kunstwollen“, a pokoušeli se na jejím základě rozvinout plnohodnotnou umělecko-historickou metodologii. Druhá vídeňská škola však byla poznamenána některými rasistickými excesy (zvláště Sedlmayrovými) a také Sedlmayrovým členstvím v nacistické straně. To však nebyl znak celé této školy: například Pächt však byl Žid, který byl nucen opustit Vídeň v roce 1930 právě kvůli útokům na svou rasu.
Významná škola vznikla ve 20. letech 20. století také v Hamburku. Nejvýznamnějšími jejími představiteli byli Erwin Panofsky, Aby Warburg a Fritz Saxl. Jejich terminologie se stala velmi vlivnou - například pojem „ikonografie“ a „ikonologie“. Panofsky zpočátku navazoval na Riegla, ale nakonec se vydal jiným směrem, tedy právě ke zkoumání „ikonografie“, tedy souvislostí mezi obrazy a texty své doby. Warburg v Hamburku shromáždil působivou knihovnu. Pod Saxlovou záštitou byla tato knihovna později přeměněna na výzkumný ústav, spojený s Hamburskou univerzitou. Saxl a Panofsky jako Židé však museli ve 30. letech Hamburk opustit. Saxl se usadil v Londýně, kde založil Warburgův institut. Panofsky se usadil v Princetonu na Institutu pro pokročilá studia. Tím se německý kunsthistorický duch a tradice přenesly do anglicky mluvícího akademického prostředí a „iniciovaly“ ho. Panofskyho metodologie určila zejména vývoj amerických studií dějin umění.
Studium umění ve 20. a 30. letech ovlivnila také psychoanalýza. Již její zakladatel Sigmund Freud se umění rád věnoval, podobně nevyhnutelně jeho žáci, zvláště Carl Gustav Jung se svou teorií archetypu, jež k aplikaci na umělecká díla přímo vybízí. Freud i Jung ovlivňovali i umění samotné a jeho sebereflexi - Freud široce známým způsobem ovlivnil Bretonův a Dalího surrealismus, Jungovy myšlenky byly obzvláště populární u amerických abstraktních expresionistů ve čtyřicátých a padesátých letech (Jackson Pollock vytvořil sérii kreseb, které bezprostředně doprovázely jeho terapie u jungovského analytika Josepha Hendersona). Na poli kunsthistorie samé se psychoanalýzou inspiroval například Laurie Schneider Adams, který napsal populární učebnici Art Across Time a knihu Umění a psychoanalýza. Také feministická historičky umění Griselda Pollocková a Rosalind Kraussová čerpají z psychoanalýzy, ovšem spíše z učení francouzského psychoanalytika Jacquese Lacana či lacanovské sémiotičky Julie Kristevy.
Ve 20. století se ovšem rozvinul i feministický pohled na dějiny umění, který nečerpá z psychoanalýzy. Známý je v této souvislosti například esej Lindy Nochlinové „Proč nebyly ženy velkými umělci?“. Hovoří o systematickém vyloučení žen z umění, prohlašování úspěšných žen v umění za anomálii, která se nemůže stát modelem pro následný úspěch. Mary Garrardová a Norma Broudeová se pak na základě tohoto impulsu věnovaly „dějinám ženského umění“ systematicky.
V polovině 20. století se kunsthistorie začala také více inspirovat marxismem (a obecněji sociologií). Jejich cílem bylo ukázat, jak umění interaguje s mocenskými strukturami ve společnosti. Možná nejznámějším marxistou na poli kunsthistorie byl Clement Greenberg, který přišel na konci třicátých let v vlivným esejem Avantgarda a kýč. Greenberg v něm prohlašoval, že avantgarda vznikla jako vzpoura proti spotřebitelské společnosti (Greenberg si přivlastnil německé slovo „kitsch“, aby popsal tento konzum, konotace tohoto pojmu se však časem trochu změnily). Avantgardní a modernistické umění je pro něj jediným možným způsobem, jak se vzepřít kultuře produkované „kapitalistickou propagandou“.  Greenberg později prováděl rozsáhlou a dosti vlivnou kunsthistorickou kampaň za uznání abstraktního expresionismu. K dalším marxistickým teoretikům patřil Arnold Hauser, který se ve svých Sociálních dějinách umění pokusil ukázat, jak se „třídní vědomí“  promítlo do různých uměleckých období. Jeho brutální generalizace jsou někdy nazývány „vulgárním marxismem“. Ten byl vytlačen z marxismu zejména pod tlakem Frankfurtské školy (Theodor W. Adorno, Max Horkheimer) po jejím příchodu do USA. Na tu navazoval třeba T. J. Clark.
Kunsthistorii 20. století ovšem silně ovlivnila také sémiotika, zejména v podání Ferdinanda de Saussure, Rolanda Barthese a Charlese Sanders Peirce. Sémiotické dějiny umění se snaží odhalit hlubší významy v uměleckých dílech (což u sémiotiky znamená významy kolektivnější). Sémiotický přístup k dějinám umění se pokusil uplatnit zejména Meyer Schapiro. Podle něj lze význam uměleckého díla pochopit jen tím, že srovnáváme - například frontální a boční pohled, nebo pohled celkový a pohled jen na část díla. Dalším z takto inspirovaných autorů byl Alex Potts, který sémioticky přistoupil například ke slavnému obrazu Mony Lisy. Podle určité linie sémiotické kunsthistorie je význam díla dán jen a pouze kontextem, nebo dokonce jen příjemcem, autor na něj nemá vliv (uplatnění Barthesova konceptu smrti autora). Tento přístup zastávala například Rosalind Kraussová v eseji Ve jménu Picassa. Odsuzovala umělecký „monopol na význam“ a trvala na tom, že význam může být odvozen pouze z historického a sociálního kontextu. Mieke Bal pak argumentoval, že význam neexistuje, dokud není obraz pozorován divákem.
Zvláštním oborem kunsthistorie se na konci 20. století stala tzv. muzeální studia. Ta se snaží dějiny umění pochopit na základě toho, jak bylo umění podporováno, financováno, sbíráno, vystavováno.
Nový materialismus se zase zaměřuje na zkoumání materiálů a technik používaných k vytváření děl s pomocí nejmodernější technologie - populárním je zejména prosvěcování starých obrazů infračervenými a rentgenovými paprsky, díky nimž jsou vidět starší náčrty, z nichž lze interpretovat, jak se rodily a postupovaly tvůrcovy umělecké záměry. Pokročilá dendrochronologie či radiokarbonové datování samozřejmě umožnilo určit přesnější stáří nebo dokonce autorství řady děl.
K nejsoučasnějším přístupům kunsthistorie patří tzv. teorie věcí, teorie síťových her a objektově orientovaná ontologie.